# Stanisław Karczewski
Stanisław Karczewski (ur. 14 listopada 1955 w Warszawie) – polski polityk, lekarz chirurg i samorządowiec. Senator VI, VII, VIII, IX, X i XI kadencji, marszałek Senatu Rzeczypospolitej Polskiej IX kadencji (2015–2019), wicemarszałek Senatu VIII i X kadencji (2011–2015, 2019–2020).

## Życiorys
Absolwent XLI Liceum Ogólnokształcącego im. Joachima Lelewela w Warszawie. W 1981 ukończył studia na II Wydziale Lekarskim Akademii Medycznej w Warszawie. Uzyskał specjalizację drugiego stopnia z zakresu chirurgii ogólnej. W latach 1981–2023 zatrudniony w szpitalu rejonowym w Nowym Mieście nad Pilicą. Był m.in. dyrektorem szpitala, następnie objął stanowisko ordynatora oddziału chirurgicznego.
W latach 1998–2002 zasiadał w radzie powiatu grójeckiego (został wybrany z listy Akcji Wyborczej Solidarność), a od 2002 do 2005 był radnym sejmiku mazowieckiego.
W 2004 przystąpił do Prawa i Sprawiedliwości. W wyborach parlamentarnych w 2005 z ramienia tej partii został wybrany na senatora VI kadencji w okręgu radomskim. W wyborach parlamentarnych w 2007 po raz drugi uzyskał mandat senatorski, otrzymując 105 734 głosy. W 2011 z powodzeniem ubiegał się o reelekcję, w nowym okręgu jednomandatowym dostał 37 384 głosy. 9 listopada 2011 został wicemarszałkiem Senatu VIII kadencji oraz przewodniczącym grupy senatorów klubu parlamentarnego Prawa i Sprawiedliwości. W 2015 został ponownie wybrany na senatora (dostał 54 489 głosów). 12 listopada 2015 został wybrany na marszałka Senatu IX kadencji.
7 sierpnia 2019 Kancelaria Senatu opublikowała listę lotów marszałka Senatu o statusie HEAD od 2018. Wynikało z niej, że w dziewięciu podróżach wykonującemu obowiązki służbowe politykowi towarzyszyli członkowie rodziny. Wykaz ten został ujawniony w okresie zajmowania się przez media i posłów opozycji sprawą kontrowersji dotyczących lotów krajowych marszałka Sejmu Marka Kuchcińskiego.
W wyborach w 2019 Stanisław Karczewski z powodzeniem ubiegał się o senacką reelekcję, otrzymując 70 878 głosów. Nie został ponownie wybrany na marszałka Senatu, przegrywając w głosowaniu z Tomaszem Grodzkim z PO. 12 listopada 2019 został natomiast wicemarszałkiem Senatu X kadencji, 13 maja 2020 złożył rezygnację z tej funkcji; zastąpił go Marek Pęk.
W 2023 utrzymał mandat senatora na kolejną kadencję (z wynikiem 71 115 głosów).

## Życie prywatne
Syn Stanisława i Danuty. Żonaty z Elizą (lekarzem pediatrą), ma dwie córki.

## Wyniki wyborcze
| Wybory | Komitet wyborczy    | Komitet wyborczy           | Organ                                        | Okręg            | Wynik        |
| ------ | ------------------- | -------------------------- | -------------------------------------------- | ---------------- | ------------ |
| 1998   |                     | Akcja Wyborcza Solidarność | Rada Powiatu Grójeckiego I kadencji          | nr 6             | 567 (16,14%) |
| 2002   |                     | Prawo i Sprawiedliwość     | Sejmik Województwa Mazowieckiego II kadencji | nr 5             | 5271 (2,35%) |
| 2005   | Senat VI kadencji   | Prawo i Sprawiedliwość     | nr 16                                        | 57 610 (25,63%)  |              |
| 2007   | Senat VII kadencji  | Prawo i Sprawiedliwość     | nr 16                                        | 105 734 (37,03%) |              |
| 2011   | Senat VIII kadencji | Prawo i Sprawiedliwość     | nr 49                                        | 37 384 (43,71%)  |              |
| 2015   | Senat IX kadencji   | Prawo i Sprawiedliwość     | nr 49                                        | 54 489 (61,61%)  |              |
| 2019   | Senat X kadencji    | Prawo i Sprawiedliwość     | nr 49                                        | 70 878 (63,10%)  |              |
| 2023   | Senat XI kadencji   | Prawo i Sprawiedliwość     | nr 49                                        | 71 115 (51,78%)  |              |

## Odznaczenia i wyróżnienia
- Krzyż Wielki Orderu Zasługi (2018, Węgry)[19]
- Krzyż Wielki Orderu „Za zasługi dla Litwy" (2019, Litwa)[20]
- Złoty Krzyż Legii Honorowej Sokolstwa Polskiego (2017, przyznany przez Towarzystwo Gimnastyczne „Sokół” w Krakowie)[21]
- Medal „Za pomoc Polakom na Wschodzie” (2017, przyznany przez Związek Repatriantów Rzeczpospolitej Polskiej)[22]
- Medal „Za Zasługi dla Polaków w Kazachstanie” (2019, przyznany przez Centrum Kultury Polskiej „Więź” w Ałmaty)[23]